# Atipični antipsihotik
Atipični antipsihotici (AAP, druga generacija antipsihotika) su grupa antipsihotičkih umirujućih lekova koji se koriste za tretiranje psihijatrijskih oboljenja. FDA je odobrila upotrebu pojedinih atipičnih antipsihotika za tretiranje šizofrenije. Drugi su odobreni za lečenje akutne manije, bipolarne depresije, psihotičke agitacije, i drugih indikacija. Obe generacije lekova blokiraju receptore u moždanim dopaminskim putevima, ali se atipični razlikuju od tipičnih antipsihotika u tome da su oni manje skloni uzrokovanju ektrapiramidalni sindrom invalidnosti motorne kontrole, koji obuhvata nestabilne pokrete poput obolelih od Parkinsonove bolesti, ukočenost tela i nevoljno podrhtavanje. Ti abnormalni telesni pokreti mogu da postanu permanentni čak i nakon pretanka upotrebe leka.
Tokom treatmana atipični antipsihotici imaju niz korisnih uticaja: povećavaju nivo responzivnih pacijenata, i efikasnost tretmana refraktornih oboljenja, umanjuju rizik od samoubistva, povećavaju funkcionalni kapacitet i poboljšavaju kvalitet života. Postoji i suprotna tačka gledišta, po kojoj je prva generacija antipsihotika bolja od druge. Mada se smatra da su atipični antipsihotici bezbedniji od tipičnih, oni ipak imaju ozbiljne nuspojave, uključujući tardivnu diskineziju, i ozbiljne poremećaje pokreta, neuroleptički maligni sindrom, i povećani rizik od moždanog udara, iznenadne srčane smrti, formiranja krvnih ugrušaka, i razvoja dijabetesa. Može doći i do znatnog povećanja telesne težine.

## Spoljašnje veze
- Архивирано на веб-сајту  (30. април 2008)